# 小沢不二夫
小沢 不二夫（おざわ ふじお、 1912年6月13日 - 1966年5月15日）は、東京都出身の脚本家、劇作家、小説家、作詞家である。戦前のチャンバラ量産映画会社として知られる大都映画で、大伴麟三監督と組んだ松山宗三郎（のちの映画監督小崎政房）主演もののオリジナル脚本の作家として登場、戦後は美空ひばりの大ヒット曲『リンゴ追分』の作詞者として知られる。本名は小澤 不二雄（読みは同じ）。

## 来歴・人物
1912年（明治45年）6月13日、東京都に生まれる。
1935年（昭和10年）、大都映画巣鴨撮影所に入社、同年9月19日に公開された、大伴竜三（麟三）監督、松山宗三郎主演の映画『浪人双六』のオリジナル脚本を書き、23歳で職業脚本家としてデビューする。1942年（昭和17年）の大都映画の合併による消滅まで、同社の生産ラインで脚本を量産する。その後、阿木翁助らのいる「ムーランルージュ新宿座」文芸部に参加。
戦後は小説家に転向、多くの小説が東映京都撮影所で映画化される。1946年（昭和21年）堺駿二、有島一郎らと劇団空気座の旗揚げにかかわる。1948年（昭和23年）9月、榎本健一の「エノケン一座」有楽座公演のために『禁男の楽園』の戯曲を書く。
1951年（昭和26年）、「日本演劇協会」設立に参加、久保田万太郎を会長とした同協会の理事となる。1952年（昭和27年）、美空ひばりに『リンゴ追分』を作詞
『リンゴ追分』は、ラジオ「リンゴ園の少女」の挿入歌として小沢不二夫が作詞。この歌は、友人でこのラジオドラマの音楽を担当した作曲家米山正夫氏とともに、当時住んでいた石神井の小沢不二夫宅にて、炬燵に向かい合い一番を作った。この時米山正夫氏の膝には、小沢の娘やっとつかまり立ちができるほどの有美がちょこんと座っていたという。小沢、米山のコンビは不動のものとなり「リンゴ追分」の詩とメロディは出来上がった。また中の「お岩木山のてっぺんを…」から始まるひばりが語る詩は、レコーディング時に、小沢不二夫が書き、口移しでひばりに教えるとあっという間に覚え、そのレコーディング風景は帰って妻弥生に話した。それを聴いた妻も作品の出来の良さを確信した。
1966年（昭和41年）5月15日、死去。53歳没。

## ゆかりの人物たち
戦前、大都映画で助監督などを務め、戦後はフジテレビで主にドラマのディレクターを務めた小沢效（おざわ・いさお）は実弟。また作家・脚本家の本庄慧一郎は姉の息子で師弟関係にあった。
一方、ムーラン・ルージュ新宿座に在籍していた女優・市川弥生と結婚し、二男一女をさずかる。39歳のときに生まれた娘は、のちに女優・歌手の水沢有美となり、現在も活躍中である。また息子であり有美の兄である小澤公平は大河ドラマなどの出演を経て現在は沖縄タレントアカデミーの校長として若手の育成に力を注いでいる。公平と水沢有美の弟である小澤夢生はサンテックジャパンの社長として里見の謎というゲームを発売するなどした。

## おもなフィルモグラフィ
特筆クレジットなきものは脚本参加である。
- 浪人双六　1935年　監督大伴竜三、主演松山宗三郎　※大都映画
- 恋する妻　1947年　潤色　監督萩原遼、原作山岡荘八　※新東宝映画
- 肉体の門　1948年　監督マキノ雅弘・小崎政房、原作田村泰次郎、主演轟夕起子
- リンゴ園の少女　1952年　監督島耕二
- 風雲黒潮丸 1956年　原作　監督伊賀山正光
- 月の影法師 消えゆく能面　1958年　監督弘津三男
- 月の影法師 山を飛ぶ狐姫　1958年　監督弘津三男
- 波浮の港　1963年　原作　監督斎藤武市　※日活撮影所

## おもなディスコグラフィ
- 美空ひばり「リンゴ追分」「晩香玉の咲く宵」（作詞、1952年）
  - ラジオドラマ『リンゴ園の少女』（のち映画化）の挿入歌。2006年に娘の水沢有美の歌により上記2曲がCD化された。

## ビブリオグラフィ
- 『天使群像』（宝文館、1955年）
- 『風雲黒潮丸』第1巻～第3巻（ 宝文館、1956年）
- 桜井はじめ著、小沢不二夫原作『風雲くろしお丸』（集英社、1956年）　※『風雲黒潮丸』のマンガ化作品。「おもしろ漫画文庫 124」
- 『消えゆく能面 - 月の影法師』　和同出版社、1958年
- 『おおかげ』　※映画『波浮の港』の原作
- 『青雲 - 長瀬富郎練成時代』